# Diphascon elongatum
Diphascon elongatum är en djurart som tillhör fylumet trögkrypare, och som först beskrevs av Mihelcic 1959.  Diphascon elongatum ingår i släktet Diphascon och familjen Hypsibiidae. Inga underarter finns listade i Catalogue of Life.